# Dorys Bertrand
Dorys Bertrand o Doris Bertrand fue una actriz de cine y teatro argentina.

## Carrera
Dorys Bertrand fue una joven actriz de la Época de Oro del cine argentino que brilló en algunos roles de reparto en la década del '50 frente a primeras figuras de la escena nacional como Olinda Bozán, Francisco Canaro, Agustín Irusta, Aída Alberti, Perla Mux, Diana Ingro, Malisa Zini, Vicente Rubino, Dringue Farías, entre otras.
Con algunas participaciones también en el teatro porteño, su gracia característica se fue alejandro del medio artístico a comienzos de los 60's.

## Filmografía
- 1950: Buenos Aires a la vista.[2]
- 1951: Con la música en el alma.
- 1951: Mujeres en sombra.
- 1953: El pecado más lindo del mundo.